# Cutty Sark (DLR)

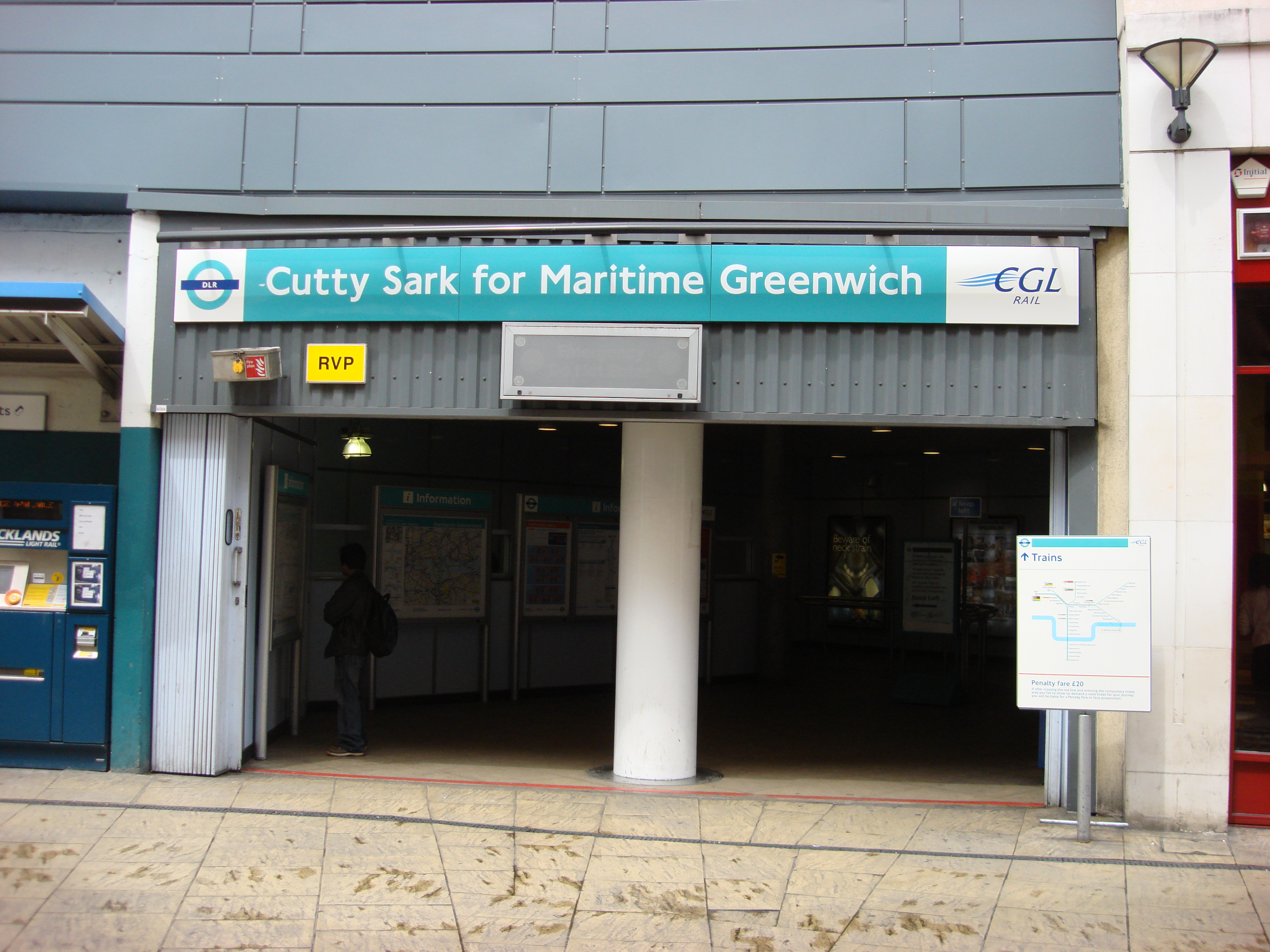
Eingang zur Station

Cutty Sark ist eine Station der Docklands Light Railway (DLR) im Londoner Stadtbezirk Royal Borough of Greenwich. Sie liegt an der Grenze der Travelcard-Tarifzone 2 und 3, an der Kreuzung von Greenwich Church Street und Creek Road im Stadtteil Greenwich. Sie ist eine von fünf unterirdischen Stationen der DLR.
Benannt ist die Station nach dem Schiff Cutty Sark, das gleich nebenan in einem Trockendock liegt. Wenige Gehminuten entfernt befinden sich zahlreiche bekannte Sehenswürdigkeiten wie der Greenwich Park, das Queen’s House, das National Maritime Museum und das historische Stadtzentrum von Greenwich. Eine kostenlose Alternative, um hinüber zur Isle of Dogs zu gelangen, ist der 1902 eröffnete Greenwich-Fußgängertunnel.

## Geschichte

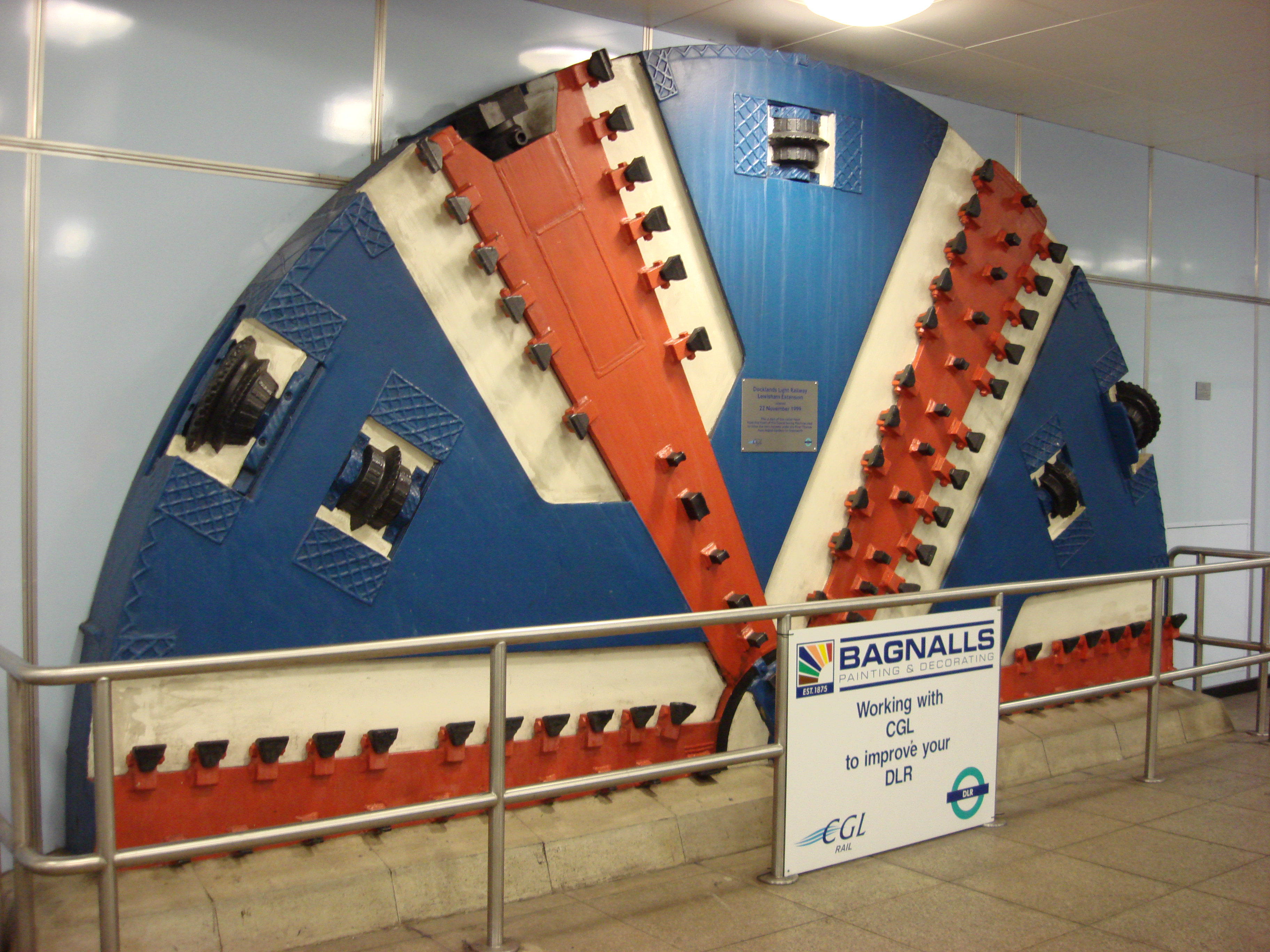
In der Station wird der Bohrkopf der beim Bau eingesetzten Tunnelbohrmaschine ausgestellt

Der Betrieb auf der Strecke zwischen Crossharbour und Lewisham war am 20. November 1999 aufgenommen worden. Die Bauarbeiten lagen jedoch teilweise hinter dem Zeitplan zurück. Aus diesem Grund konnte die Station Cutty Sark erst zwei Wochen später, am 3. Dezember 1999, eröffnet werden.
Die Kapazität der Strecke zwischen Bank und Lewisham wurde zwischen 2007 und 2009 erhöht, so dass Züge mit drei Wagen verkehren können. Aus Kostengründen und aus Rücksichtnahme auf benachbarte historische Gebäude verzichtete man auf die Verlängerung der Station Cutty Sark. Aus diesem Grund bleiben die hinterste und die vorderste Zugtür geschlossen.